# Christopher Friedenreich Hage (1759–1849)

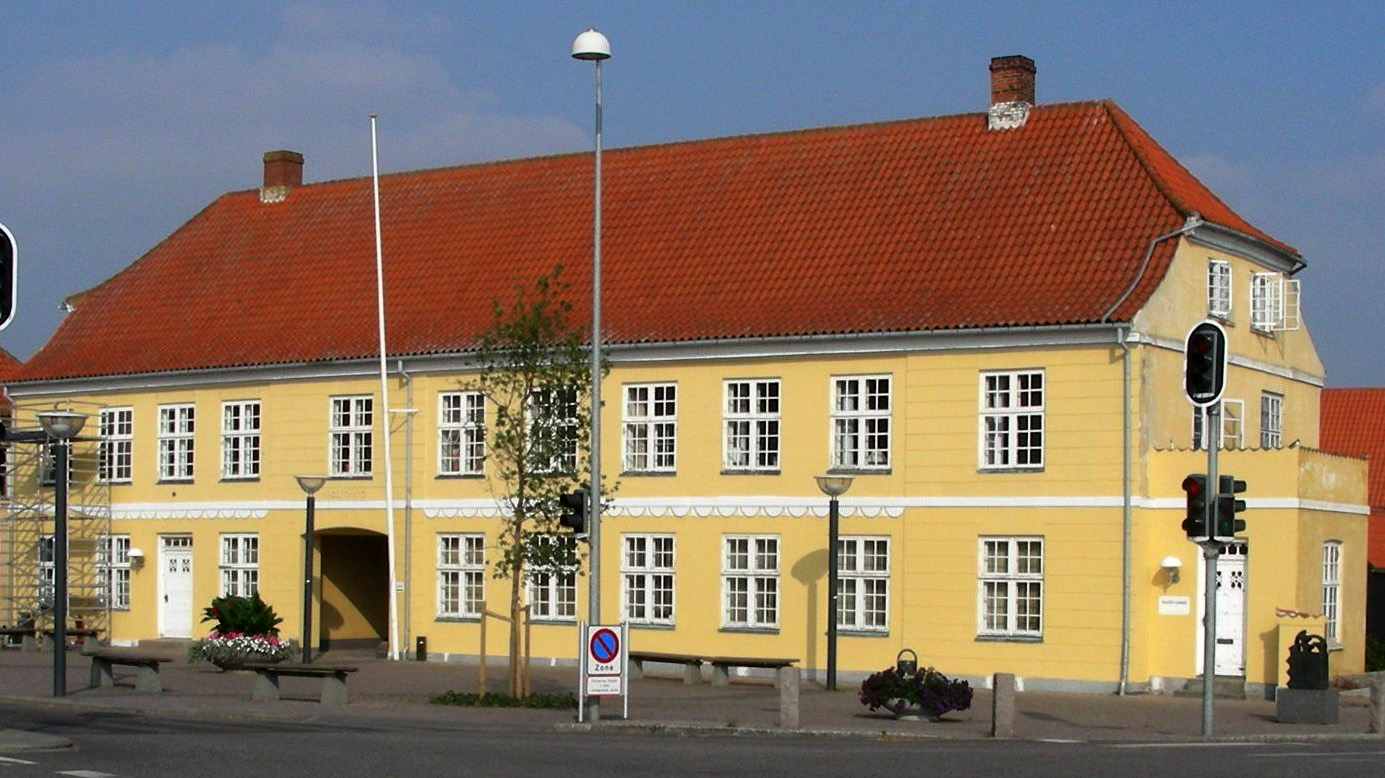
Hages gård i Stege (2006).

Christopher Friedenreich Hage, född den 19 juli 1759 i Stege, död där den 15 augusti 1849, var en dansk köpman.
Christopher Friedenreich Hage var son till Johannes Jensen Hage och Bodel Margrethe Friedenreich. Familjen Hage hade varit köpmän i Stege i alla fall från 1600-talet. Köpmansgården Hages gård från 1799 ligger fortfarande i Stege, nära hamnen.
År 1796 gifte han sig med Arnette Christiane Just. Med henne fick han tio barn, däribland Bolette Puggaard, Johannes Dam Hage, Alfred Anton Hage, Hother Hage och Christopher Theodor Friedenreich Hage.